# Aleksandr Savin
Aleksandr Borisovich Savin (Taganrog, Unión Soviética, 1 de julio de 1957). Con la URSS dominó el voleibol internacional entre 1975 y 1982 siendo valorado por entonces como el mejor jugador del mundo. Destacó como un jugador muy completo destacando sobre todo como gran bloqueador, rematador y defensor.
Desde pequeño jugó en el CSKA de Moscú, pero no ascendió al primer equipo hasta 1974 consiguiendo un total de 7 Copas de Europa, 13 ligas soviéticas y 4 copas de la URSS.
Con la selección de la Unión Soviética estuvo entre 1975 y 1986 con la que consiguió numerosas medallas destacando un oro olímpico, dos campeonatos del Mundo y cinco de Europa.
En 2010 fue incluido en el Volleyball Hall of Fame.